# Drei-Quadrate-Satz
Der Drei-Quadrate-Satz von Legendre ist ein mathematischer Satz aus der Zahlentheorie, er lautet:
Eine natürliche Zahl {\displaystyle n} kann genau dann als Summe dreier Quadratzahlen, die auch Null sein dürfen,
{\displaystyle n=x^{2}+y^{2}+z^{2}}
geschrieben werden, wenn {\displaystyle n} nicht von der Form
{\displaystyle n=4^{a}(8b+7)}
mit natürlichen Zahlen {\displaystyle a} und {\displaystyle b} ist.
Die ersten Zahlen, die nicht als Summe dreier Quadratzahlen geschrieben werden können, sind
7, 15, 23, 28, 31, 39, 47, 55, 60, 63, 71 ... Folge A004215 in OEIS.
Falls als Quadratzahlen nur natürliche Zahlen ohne die Null zugelassen werden, siehe Folge A051952 in OEIS. 

## Historische Bemerkungen
Pierre de Fermat fand ein Kriterium, wann eine natürliche Zahl der Form {\displaystyle n=3a+1} Summe dreier Quadrate ist, das im Wesentlichen zu Legendres Satz äquivalent ist, aber er gab keinen Beweis. Nikolaus von Béguelin bemerkte 1774, dass jede positive Zahl, die weder die Form {\displaystyle 8a+7} noch die Form {\displaystyle 4a} hat, Summe dreier Quadrate ist, ebenfalls ohne zufriedenstellenden Beweis. 1796 bewies Carl Friedrich Gauß den sogenannten Heureka-Satz, nach dem jede natürliche Zahl die Summe von drei Dreieckszahlen ist; dies ist äquivalent dazu, dass eine Zahl der Form {\displaystyle 8a+3} Summe von drei Quadraten ist. Adrien-Marie Legendre gelang 1797 oder 1798 der erste Beweis des Drei-Quadrate-Satzes. 1813 bemerkte Augustin Louis Cauchy, dass Legendres Satz äquivalent zu der in der Einleitung gegebenen Formulierung ist. Zuvor, 1801, hatte Gauß ein allgemeineres Resultat hergeleitet, das Legendres Satz als Korollar enthielt. Insbesondere zählte Gauß die Anzahl der möglichen Darstellungen einer Zahl als Summe dreier Quadrate, womit ein weiteres Resultat von Legendre verallgemeinert wurde, dessen Beweis unvollständig war. Dieser letztgenannte Umstand scheint die Ursache für spätere falsche Behauptungen zu sein, wonach Legendres Drei-Quadrate-Satz fehlerhaft war und erst durch Gauß vervollständigt worden wäre.

## Beweise
Die Beweisrichtung, dass eine Summe von drei Quadraten nicht die Gestalt {\displaystyle n=4^{a}(8b+7)} haben kann, folgt sehr leicht aus der Tatsache, dass eine Quadratzahl modulo 8 kongruent zu 0, 1 oder 4 ist. Für die Umkehrung existieren neben Legendres Beweis einige weitere. Einer geht auf J. P. G. L. Dirichlet aus dem Jahre 1850 zurück, der heute als klassisch gilt. Er verwendet drei wesentliche Ingredienzen:
- das quadratische Reziprozitätsgesetz
- den dirichletsche Primzahlsatz in arithmetischen Progressionen
- die Äquivalenzklasse der trivialen ternären quadratischen Form

## Beziehung zum Vier-Quadrate-Satz
Der Drei-Quadrate-Satz kann verwendet werden, den Vier-Quadrate-Satz von Lagrange zu beweisen, der aussagt, dass jede natürliche Zahl Summe von vier Quadraten ist. Gauß wies darauf hin, dass der Vier-Quadrate-Satz leicht aus der Tatsache folgt, dass jede Zahl, die kongruent zu 1 oder 2 modulo 4 ist, Summe von drei Quadraten ist, denn jede nicht durch 4 teilbare Zahl kann durch Subtraktion von 0 oder 1 auf diese Form gebracht werden. Allerdings ist ein direkter Beweis des Vier-Quadrate-Satzes erheblich einfacher als diesen Umweg über den Drei-Quadrate-Satz zu nehmen. Tatsächlich wurde der Vier-Quadrate-Satz schon früher, nämlich 1770, bewiesen.